# Philippe de Toucy
Philippe de Toucy († 12. Januar 1277) war ein Regent (Bailli) des lateinischen Kaiserreichs von Konstantinopel.
Er war ein Sohn von Narjot de Toucy und einer Tochter des Theodoros Branas. Über seine Großmutter mütterlicherseits, Agnes von Frankreich, war er mit der französischen Königsdynastie der Kapetinger verwandt. Während der zweiten Abwesenheit Kaiser Balduins II. ab 1243 in Europa übernahm Toucy die Regentschaft in Konstantinopel. Im Oktober 1248 kehrte der Kaiser zurück, fuhr aber im Sommer 1249 in das ägyptische Damiette, welches gerade von König Ludwig IX. von Frankreich eingenommen wurde.
Im Jahr 1251 reiste Toucy nach Caesarea, wo er selbst mit König Ludwig IX. zusammentraf. Seine Erzählungen über die eigenartigen Freundschaftsgesten und Bestattungsrituale der Kumanen gab später Joinville ausführlich wieder. Toucys Vater war in zweiter Ehe mit einer Kumanenprinzessin verheiratet, mit deren Volk sich Kaiser Balduin II. gegen Nikaia verbünden wollte. Der Kumanenfürst Kötöny wurde 1241 ermordet, möglicherweise war Toucy Augenzeuge seiner Bestattung.
Nach dem Ende des lateinischen Kaiserreichs im Jahr 1261 floh Toucy mit Kaiser Balduin II. nach Frankreich, wo er offenbar ein Gefolgsmann Karls von Anjou wurde. In der Chronik des Saba Malaspina (Rerum sicularum) wird er für den 6. April 1273 als Admiral des zum König von Sizilien aufgestiegenen Anjou genannt. An diesem Tag ordnete er die Besetzung der angevinischen Flotte mit sarazenischen Bogenschützen an.
Philippe de Toucy war verheiratet mit Portia de Roye. Ihre Söhne waren:
- Narjot de Toucy († 1293), Herr von Terza, Generalkapitän von Durazzo und Admiral von Sizilien, ⚭ Gräfin Lucia von Tripolis;
- Othon de Toucy († nach 1300), Justiziar in Sizilien.